# Parectropis japonica
Parectropis japonica là một loài bướm đêm trong họ Geometridae.